# RDI Video Systems
RDI Video Systems était une entreprise américaine de développement de jeux vidéo fondée par Rick Dyer sous le nom « Advanced Microcomputer Systems ». Le studio est notamment connu pour ses fictions interactives, débutées avec le populaire Dragon's Lair.
La société fait faillite peu de temps après la sortie de sa console de jeux vidéo, la Halcyon, qui, selon l'entreprise devait entièrement être vocale, et comprendre une intelligence artificielle comparable à celle d'HAL 9000 du film 2001, l'Odyssée de l'espace. Certains des jeux du studio ont été remastérisés par Digital Leisure.

## Jeux développés
- Dragon's Lair
- Space Ace
- Thayer's Quest (d'abord sorti sur Halcyon, puis plus tard sur arcade)
- Raiders vs. Chargers (d'abord sorti sur Halcyon, puis plus tard sur arcade en tant que « NFL Football »)
- Little Shop of Horrors
- Dragon's Lair II: Time Warp
- Orpheus (jamais sorti)
- The Spirits of Whittier Mansion (jamais sorti)
- The Shadow of the Stars (jamais sorti)
- Voyage to the New World (jamais sorti)